# Kingella (planta)
Kingella es un género monotípico de arbustos  pertenecientes a la familia Loranthaceae. Su única especie, Kingella scortechinii (King) Tiegh., es originaria de Malasia.

## Taxonomía
Kingella scortechinii fue descrita por Philippe Édouard Léon Van Tieghem y publicada en el  Bulletin de la Société Botanique de France  42: 250, en el año 1895.
Sinonimia
- Loranthus scortechinii King basónimo[2][3]